# Тепловыделяющая сборка

Чехол свежего топлива (видны головки тепловыделяющих сборок «нержавеющих» ТВС)

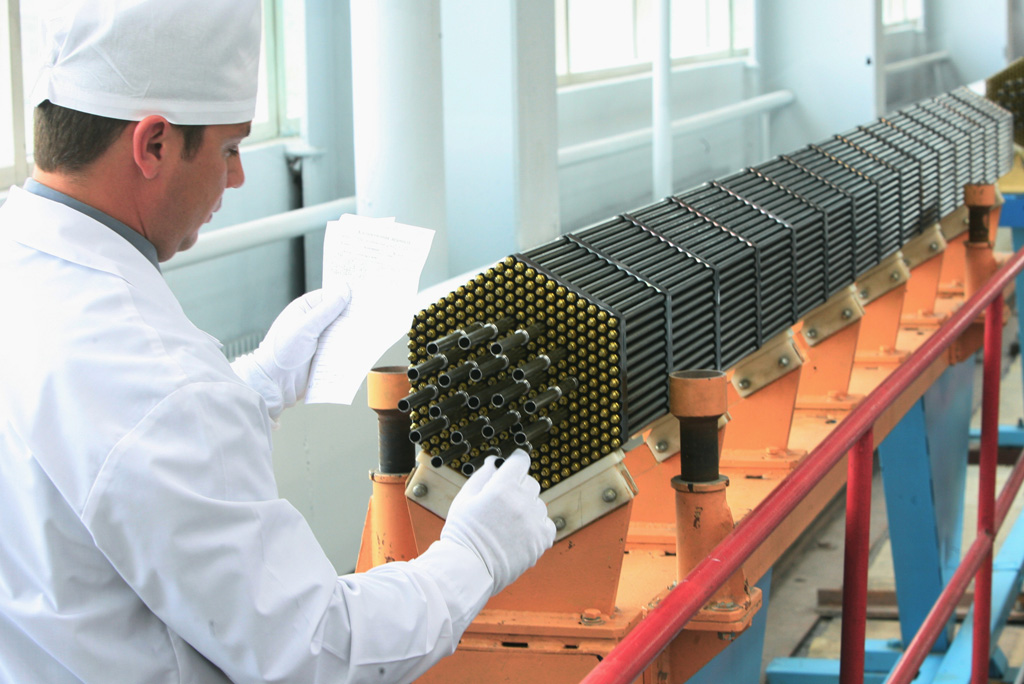
Топливная кассета «Новосибирского завода химконцентратов». Россия, Новосибирск, 2006

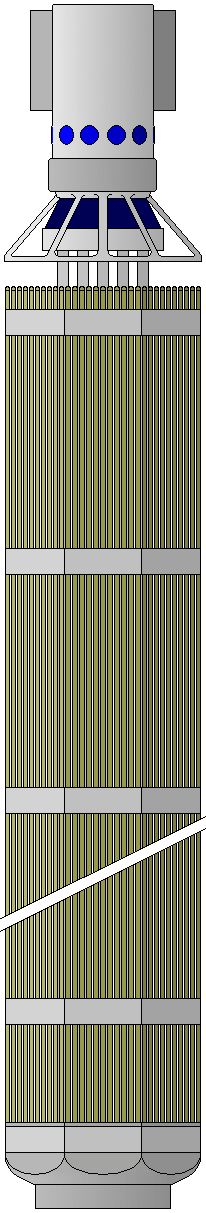
ТВС-2М, тепловыделяющая сборка на ВВЭР-1200 (АЭС-2006)

Тепловыделяющая сборка (ТВС) — машиностроительное изделие, содержащее делящиеся вещества и предназначенное для получения тепловой энергии в ядерном реакторе за счёт осуществления управляемой ядерной реакции.
Обычно представляет собой четырёхгранный (PWR) или шестигранный (ВВЭР) пучок тепловыделяющих элементов (ТВЭЛов) длиной 2,5—3,5 м (что примерно соответствует высоте активной зоны) и диаметром 30—40 см, изготовленный из нержавеющей стали или сплава циркония (для уменьшения поглощения нейтронов).
ТВЭЛы собираются в ТВС для упрощения учёта и перемещения ядерного топлива в реакторе. В одной ТВС обычно содержится 18 (РБМК), 90-313 (ВВЭР) твэлов, в активную зону реактора обычно помещается 163—1693 ТВС.
Перед пуском нового энергоблока для проверки систем реактора в активную зону загружают «макеты топливных кассет».

## Мировые поставщики ТВС[2][3]
- Orano (Франция) — 31 % мирового рынка[4]
- Toshiba (Япония) — кроме собственных мощностей нынешний владелец Westinghouse
- Westinghouse Electric Company (США) — вместе с Toshiba 26 % мирового рынка
- ТВЭЛ (Россия) — 17 % мирового рынка, почти 100 % рынка поставок топлива для АЭС с реакторами ВВЭР, 100 % — на АЭС с реакторами РБМК, а также с некоторыми другими типами реакторов[5].
- ТОО «Ульба-ТВС» (Казахстан)[6][7].
- Japan Nuclear Fuel Limited[англ.] (Япония) — 17 % мирового рынка
- Mitsubishi Heavy Industries (Япония)
- Hitachi (Япония)
- Nuclear Fuel Industries (Япония)
- General Electric (США)
- Babcock and Wilcox[англ.] (США)
- Cameco (Канада)
- CNNC (Китай)
- Siemens (Германия)
- British Nuclear Fuels[англ.] (Великобритания)
- FCN (Румыния)
- ENUSA[исп.] (Испания)
- Korea Nuclear Fuel[англ.] (Южная Корея) — корейский монополист
- Nuclear Fuel Complex (Индия) — индийский монополист
- BelgoNucléaire (Бельгия) — производство MOX-топлива[8]
- Duke Cogema Stone&Webster (США) — производство MOX-топлива[9]
- Thorium Power Inc (США) — производство перспективного ториевого топлива

## Российские ТВС

### ТВС реакторов ВВЭР-440
ТВС ВВЭР-440 состоит из пучка твэлов, головки, хвостовика и чехла. Твэлы в пучке расположены по треугольной решётке и объединены между собой дистанционирующими решётками «сотового» типа, закреплёнными на центральной трубе, и нижней опорной решёткой, закреплённой на хвостовике. Головка и хвостовик ТВС жестко по шестигранной поверхности соединены с чехлом, являющимся несущим элементом конструкции. Пучок состоит из 126 твэлов.

### ТВС реакторов ВВЭР-1000
ТВС ВВЭР-1000 представляет собой активную конструкцию из 312 твэлов (есть вариант с 313 твэлами), закреплённых в каркасе из 18 направляющих каналов, нескольких (до 15) дистанционирующих и одной нижней решётки. В составе тепловыделяющих элементов ТВС ВВЭР-1000 может быть до 27 твэгов (твэлов с равномерно интегрированным оксидом гадолиния, используемом в качестве выгорающего поглотителя, в топливо из диоксида обогащённого урана). Описанные выше ТВСА и её разновидности относятся не к реакторной установке ВВЭР-440, а тоже к ВВЭР-1000. К ВВЭР-440 относится только РК-2 и РК-3 — рабочие кассеты второго и третьего поколений, соответственно.
Концевые детали ТВС служат для фиксации кассеты в установочных гнёздах активной зоны. Верхняя концевая деталь (головка) обеспечивает взаимодействие с внутрикорпусными устройствами реактора и поджатие ТВС от всплытия, а также разъёмное соединение с каркасом ТВС. Нижняя концевая деталь (хвостовик) обеспечивает заданное местоположение кассеты в активной зоне, а также организацию протока теплоносителя.
Основные конструктивные особенности отечественной конструкции ТВС связаны, прежде всего, с формой её поперечного сечения. В отличие от мировых аналогов, базирующихся на прямоугольной форме, ТВС ВВЭР-1000 имеет гексагональное (шестигранное) сечение. При прочих равных условиях гексагональная форма ТВС обеспечивает более высокую однородность поля расположения твэлов и гарантирует сохранность ТВС во время транспортно-технологических операции при её изготовлении и при эксплуатации на АЭС.

#### ТВСА
ТВС альтернативной конструкции с жёстким каркасом, формируемым шестью уголками и дистанционирующими решётками. Главный упор был сделан на увеличение глубины выгорания, повышение эксплуатационной надёжности и усиление изгибной жёсткости ТВС. Выполненная модернизация сборок позволила продлить срок их эксплуатации до 4-5 лет, а также предоставила возможность работать в манёвренном режиме (суточное изменение мощности энергоблока).
Разработка «ОКБМ имени И. И. Африкантова».

#### ТВСА-АЛЬФА
Эволюционное развитие базовой конструкции ТВСА. ТВСА-АЛЬФА комплектуется восемью дистанционирующими решётками увеличенной высоты с оптимизированной геометрией ячейки, твэлами с оболочкой меньшей толщины и таблетками без отверстия.

#### ТВСА-T
ТВСА с сокращенным до восьми количеством дистанционирующих решёток. Модификация ТВСА для поставок на АЭС «Темелин» (Чехия) для замены топлива американской компании «Вестингауз».

#### ТВСА-У
ТВСА с удлиненной активной частью.

#### ТВСА-PLUS
Разрабатываемая конструкция ТВСА рассчитанная на эксплуатацию в 18-месячном топливном цикле при работе на мощности 104 % от номинальной.

#### РК-3
Бесчехловая ТВС третьего поколения. Технический проект кассеты базируется на опыте эксплуатации комплекса кассет второго поколения и технических решениях воплощенных в кассетах ВВЭР-1000 (ТВСА и ТВС-2)

#### УТВС
В отличие от штатной ТВС ВВЭР-1000 каркас УТВС изготовлен из циркония, а не из нержавеющей стали. В УТВС в качестве выгорающего поглотителя используется оксид гадолиния, равномерно распределённый по объёму топливных таблеток нескольких твэгов (твэлы с гадолинием). УТВС — разборная ТВС, то есть, при обнаружении негерметичного твэла кассету можно отремонтировать, заменив поврежденный твэл на герметичный.
УТВС разработана в ОКБ «Гидропресс» совместно с ОАО «ТВЭЛ».

#### ТВС-2
ТВС с жёстким каркасом, образованным приваркой двенадцати дистанционирующих решёток к направляющим каналам. Является
эволюционным развитием конструкций предшествующих бесчехловых ТВС (ТВС-М, УТВС), по сравнению с которыми в неё не добавлено ни одного нового элемента. Все новые качества получены путём применения положительно зарекомендовавших себя в эксплуатации решений, усовершенствования конструкции отдельных составляющих элементов.
Разработка ОКБ «Гидропресс» (г. Подольск, Московская область). Эксплуатация ТВС-2 ведется с 2003 года на Балаковской АЭС. В 2007 году все блоки Балаковской АЭС переведены на ТВС-2. В 2007 году на этот тип переведен энергоблок № 1 Ростовской АЭС.

#### ТВС-2М
Модификация ТВС-2, в ТВС-2М укорочены концевые детали и, соответственно, удлинен топливный столб активной зоны, вниз на примерно 100 мм и вверх примерно на 50 мм и введена 13-я решётка внизу, которая закрепляет пучок в зоне гидродинамической нестабильности. Дополнительно оптимизированы дистанционирующие решётки для уменьшения гидродинамического сопротивления. Назначение ТВС-2М — 18-месячный топливный цикл. В эксплуатации с 2006 года (энергоблок № 1 Балаковской АЭС). На работу с ТВС-2М переводятся энергоблоки, работавшие на ТВС-2: энергоблоки № 1-4 Балаковской АЭС, энергоблок № 1 Ростовской (Волгодонской) АЭС. Энергоблок № 2 Ростовской АЭС пущен с активной зоной, полностью скомпонованной из ТВС-2М. ТВС-2М является прототипом для ТВС АЭС-2006.

### ТВС реакторов PWR

#### ТВС-квадрат
«ТВС-Квадрат» — проект ОАО «ТВЭЛ» по созданию топлива для реакторов АЭС западного дизайна. В конструкции «ТВС-Квадрат» для реакторов PWR используется топливо из диоксида урана с обогащением по U-235 до 5 % с добавкой гадолиния.

### ТВС реакторов РБМК
В каждую сборку входит 18 стержневых ТВЭЛов. Оболочка твэла заполнена таблетками из диоксида урана.

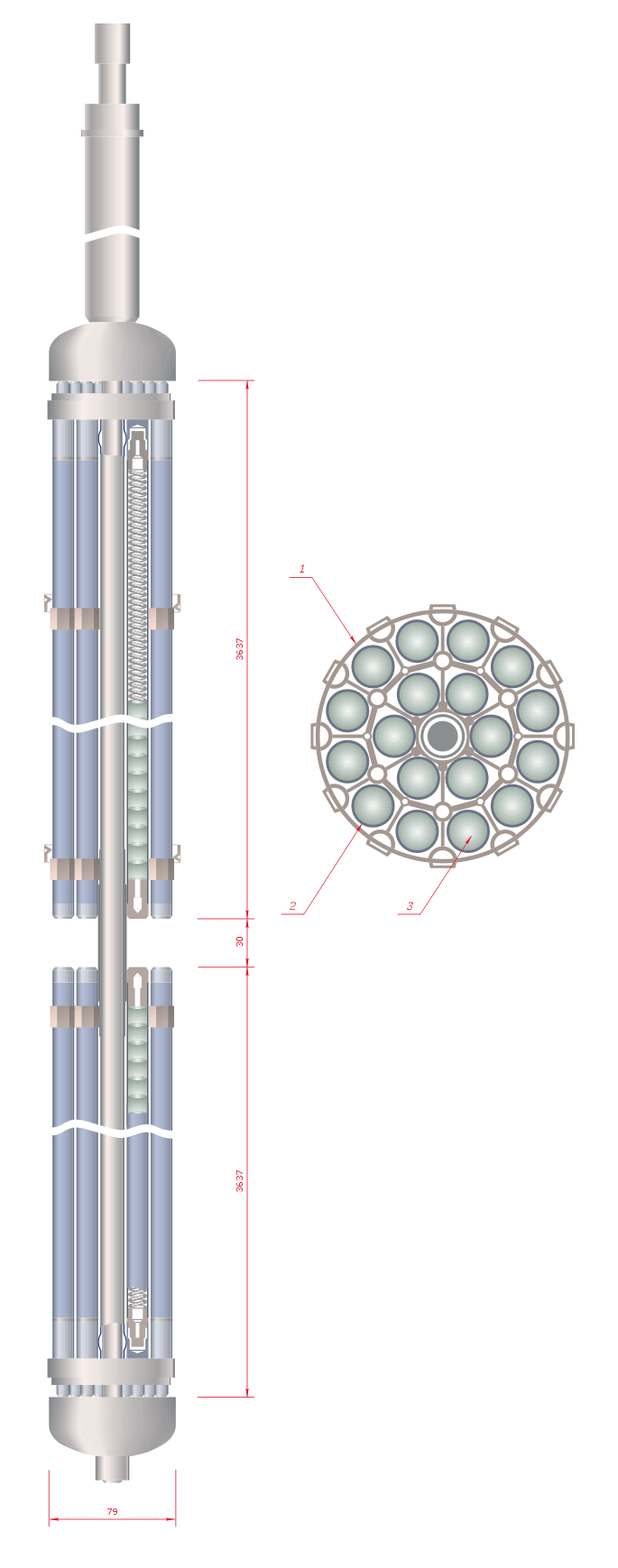
Тепловыделяющая сборка реактора РБМК:
1 — дистанцирующая арматура;
2 — оболочка ТВЭЛа;
3 — таблетки диоксида урана.

## ТВС других стран

### ТВС-W
ТВС-W — обобщённое название для ТВС ВВЭР производства компании Вестингауз (Westinghouse), которые эпизодически поставлялись на АЭС Ловииса Финляндия (с ВВЭР-440), АЭС Темелин (Чехия) и на Южно-Украинскую АЭС (обе с ВВЭР-1000). Во всех случаях топливные сборки имели разную конструкцию.
После больших проблем с надёжностью эксплуатации на АЭС Темелин (отказ-недоход 51 «регулирующего стержня» из 61 шт. до концевиков низа в 2007 г. на АЭС Темелин из-за изгиба направляющих каналов в ТВС-W) топливо было выгружено досрочно и эксплуатирующей организацией АЭС Темелин проведён тендер, по результатам которого с 2010 года ТВС-W были заменены на ТВСА. Среди основных недостатков специалисты отмечают недостаточную жёсткость ТВС-W.
Эксплуатирующей организацией украинских АЭС НАЭК «Энергоатом» в 2008 году был заключен контракт на поставку в 2011—2015 гг. не менее 630 ТВС-W2 на минимум на 3 энергоблока с ВВЭР-1000. В настоящее время 42 сборки проходят опытную эксплуатацию на Южно-Украинской АЭС.